# Beowulf
Pour les articles homonymes, voir Beowulf (homonymie).
Le Beowulf (prononcé en vieil anglais [ˈbeːowuɫf]) est un poème épique allitératif en vieil anglais. C'est un texte majeur de la poésie vieil-anglaise : long de 3 182 vers, c'est le plus long texte poétique germanique du haut Moyen Âge connu. Son unique copie existante apparaît dans le codex Nowell, un manuscrit rédigé en Angleterre aux alentours de l'an 1000, mais le poème pourrait avoir été composé plusieurs siècles auparavant.
Il prend place dans le sud de la Scandinavie au VIe siècle et relate les exploits de Beowulf, un héros geat qui vient au secours du roi danois Hrothgar en tuant Grendel, un monstre ayant attaqué à plusieurs reprises le palais de Hrothgar à Heorot, puis la mère de Grendel, venue chercher vengeance pour la mort de son fils. Victorieux, Beowulf rentre chez lui et devient le roi de son peuple. Cinquante ans plus tard, il accomplit un ultime exploit en tuant un dragon qui ravageait les terres des Geats, mais ce combat lui coûte la vie. Le poème se conclut sur ses funérailles, qui font écho à celles du héros Scyld Scefing au début du texte.

## Résumé

### Premier combat: Grendel

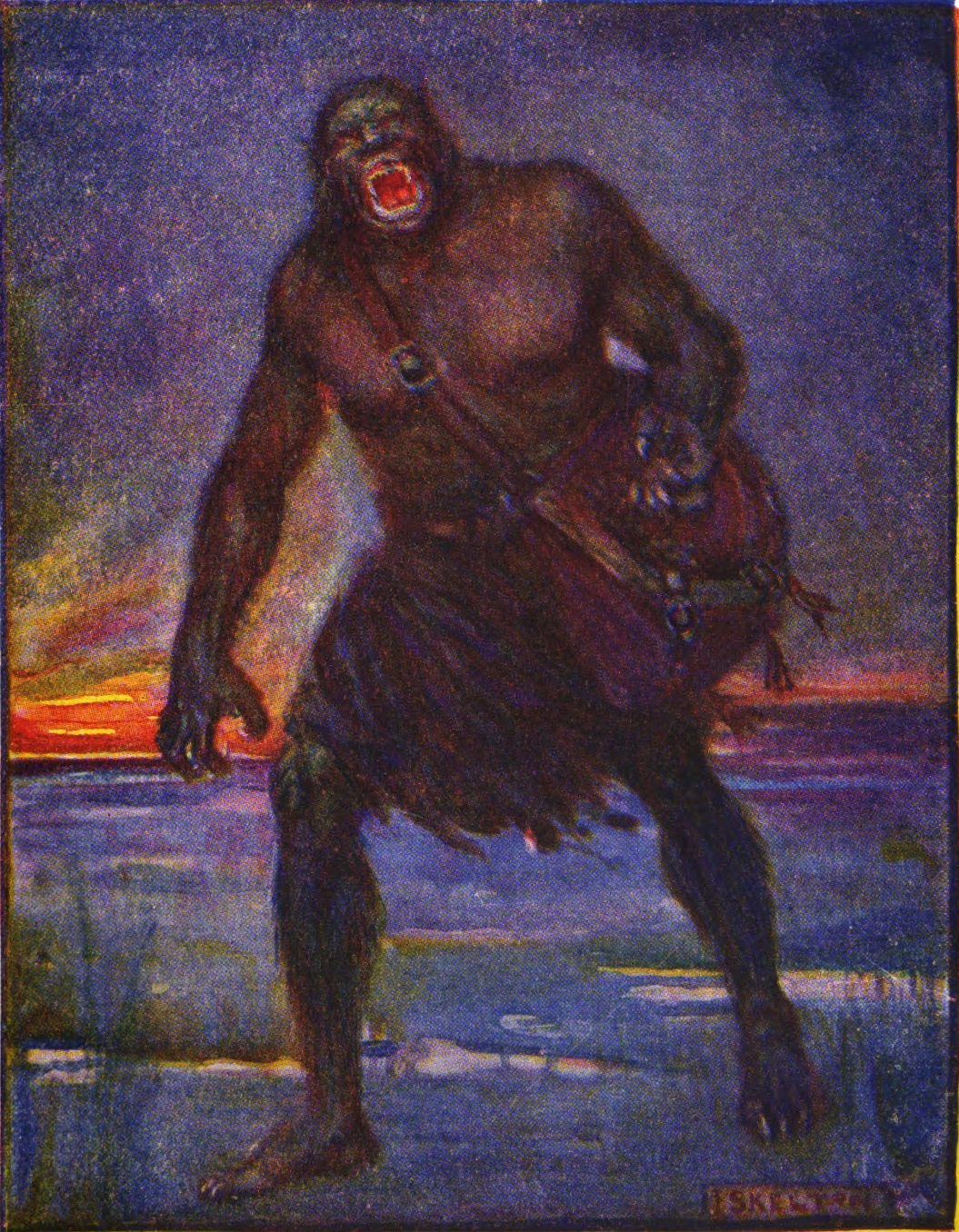
Grendel vu par J. R. Skelton (illustration parue dans Stories of Beowulf de H. E. Marshall, 1908).

Le Beowulf s'ouvre sur un prélude décrivant la gloire de Scyld, prestigieux roi des Danois, et ses funérailles grandioses. Ses descendants, les Scyldingas, sont également des souverains bien-aimés. Son arrière-petit-fils, Hrothgar, fait construire pour ses gens un grand palais nommé Heorot. Le bruit des chants et des fêtes qui s'y déroule trouble une créature sauvage nommée Grendel, issue de la lignée de Caïn. Une nuit, alors que les guerriers danois sont endormis, Grendel fond sur Heorot et en massacre trente. Ces attaques se reproduisent chaque nuit pendant douze années et les Danois finissent par abandonner Heorot.
La nouvelle se répand chez les peuples voisins. Beowulf, jeune guerrier gaut doté d'une force prodigieuse, prend congé de son oncle le roi Hygelac pour venir en aide à Hrothgar. Accompagné de quatorze hommes, il prend la mer et arrive en pays danois. Après avoir subi l'interrogatoire d'un garde-côte, puis du héraut Wulfgar, Beowulf est introduit à la cour de Hrothgar, qui accepte son aide et l'invite à un festin à Heorot. Durant les festivités, un vassal de Hrothgar nommé Unferth met en doute l'héroïsme de Beowulf, mais ce dernier ne se démonte pas et le tance en retour.
Les Danois se retirent pour la nuit, laissant les Gauts seuls à Heorot. Beowulf décide de se dépouiller de ses armes pour affronter Grendel. Lorsque celui-ci arrive à Heorot, il massacre Hondscio, l'un des compagnons de Beowulf. Ce dernier, qui faisait semblant de dormir, se jette alors sur Grendel et l'enserre dans ses bras. Leur lutte est si violente qu'il semble que le palais va s'écrouler sur eux. Les camarades de Beowulf tentent de lui venir en aide, mais leurs épées sont incapables de blesser Grendel. Celui-ci parvient finalement à s'échapper, mais pas avant que Beowulf ne lui ait arraché un bras. Blessée à mort, la créature retourne dans sa tanière pour y mourir.
Une grande fête est organisée à Heorot pour célébrer la victoire de Beowulf, qui fixe le bras arraché à Grendel au fronton du palais. Le poète de la cour récite les exploits du héros Sigemund, le tueur de dragon. Hrothgar annonce qu'il souhaite adopter Beowulf et lui offre armes et destriers avant qu'un autre poème soit récité, cette fois sur le combat de Finnsburh. La reine Wealhtheow intervient alors pour offrir à Beowulf un collier et demander à son mari de se souvenir de leurs fils Hrethric et Hrothmund (en), dont elle espère que le héros sera le modèle.

### Deuxième combat: la mère de Grendel

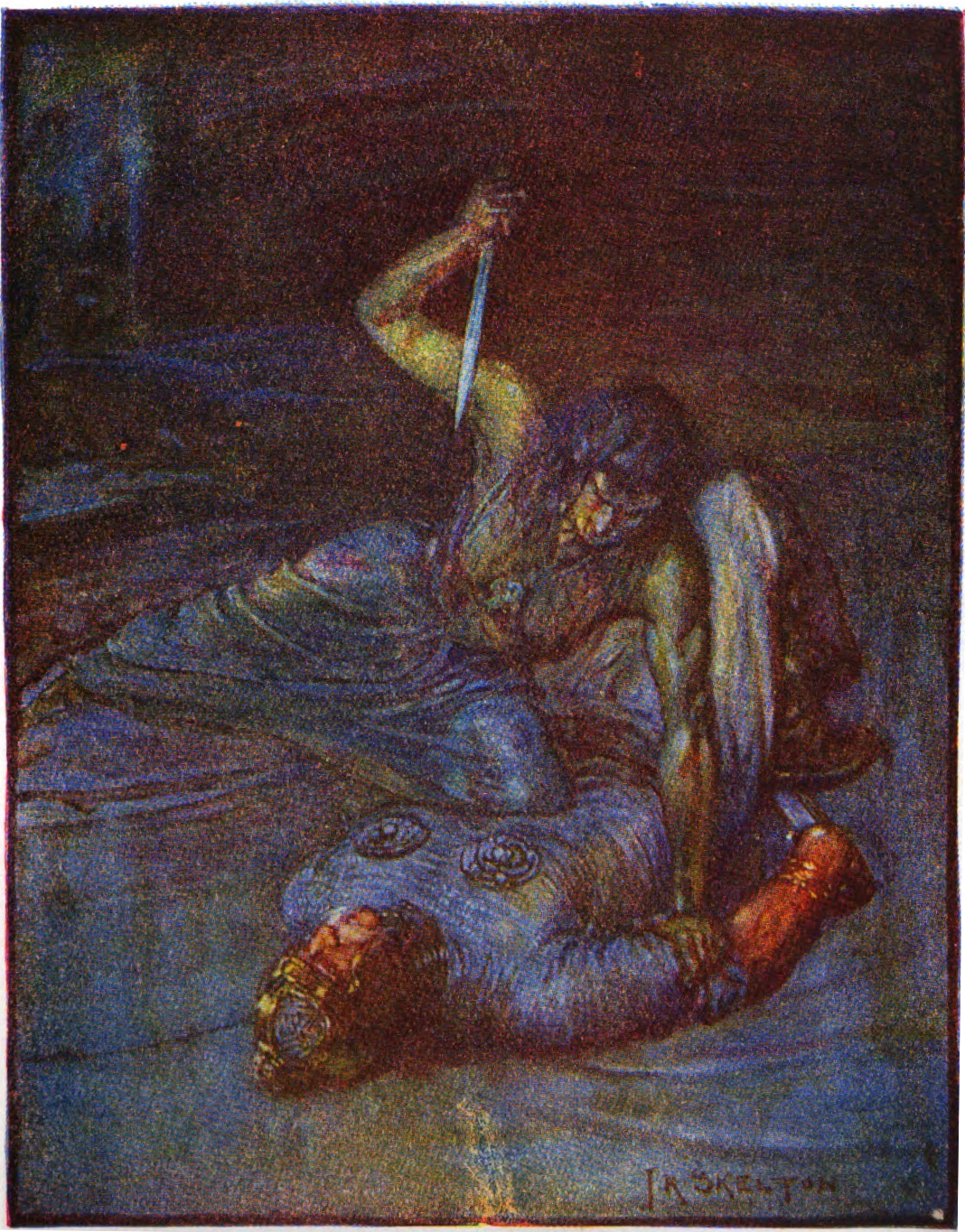
La lutte entre Beowulf et la mère de Grendel vue par J. R. Skelton.

Au cours de la nuit qui suit la fête, Heorot est à nouveau le théâtre d'un drame. Désirant venger la mort de son fils, la mère de Grendel pénètre dans le palais et enlève Æschere, l'un des plus fidèles conseillers de Hrothgar, avant de s'échapper. Beowulf, Hrothgar et leurs hommes suivent ses traces dans les landes désertes jusqu'à un lac de montagne qui bouillonne de sang. Au bord de l'eau gît la tête d'Æschere.
Beowulf se prépare au combat et endosse son armure. Unferth lui confie son épée, Hrunting, pour affronter l'ogresse. Après avoir demandé à Hrothgar de prendre soin de ses compagnons et d'envoyer ses cadeaux à Hygelac dans l'éventualité où il ne reviendrait pas, le héros plonge dans les eaux du lac. Il se défait du monstre aquatique qui y réside et atteint une grotte à sec où il retrouve la mère de Grendel. Hrunting s'avère incapable de lui causer la moindre blessure et les deux ennemis s'empoignent à bras-le-corps. L'ogresse tente de poignarder Beowulf, mais son armure le sauve. Le héros aperçoit alors une épée gigantesque dans le trésor accumulé dans la caverne. Il s'en saisit et l'utilise pour décapiter la mère de Grendel, puis réserve le même sort au cadavre de son rejeton. Sa lame se dissout sous l'effet de leur sang démoniaque.
En voyant les eaux rougies par le sang des monstres, les Danois croient que Beowulf est mort et rentrent tristement à Heorot. Ses compagnons gauts restent quant à eux sur les berges du lac pour attendre leur seigneur. Celui-ci refait surface avec la garde de l'épée qu'il a utilisée pour décapiter Grendel et la tête de ce dernier. Il rentre à Heorot pour remettre ces deux trophées à Hrothgar, qui loue son courage, sa force et sa sagesse, par opposition au tyran Heremod. Un nouveau festin prend place, au cours duquel Beowulf rend Hrunting à Unferth. Hrothgar offre de nouveaux cadeaux au héros, qui exprime son désir de rentrer chez lui.
De retour au pays, Beowulf retrouve le roi Hygelac et la reine Hygd (en), que le poète compare favorablement à Modthryth (en), épouse tyrannique du roi Offa. Au cours des festivités qui célèbrent son retour, Beowulf relate ses exploits au pays des Danois. Il offre à son oncle les cadeaux que lui a faits Hrothgar, et remet à la reine le collier reçu de Wealhtheow.

### Troisième combat: le dragon

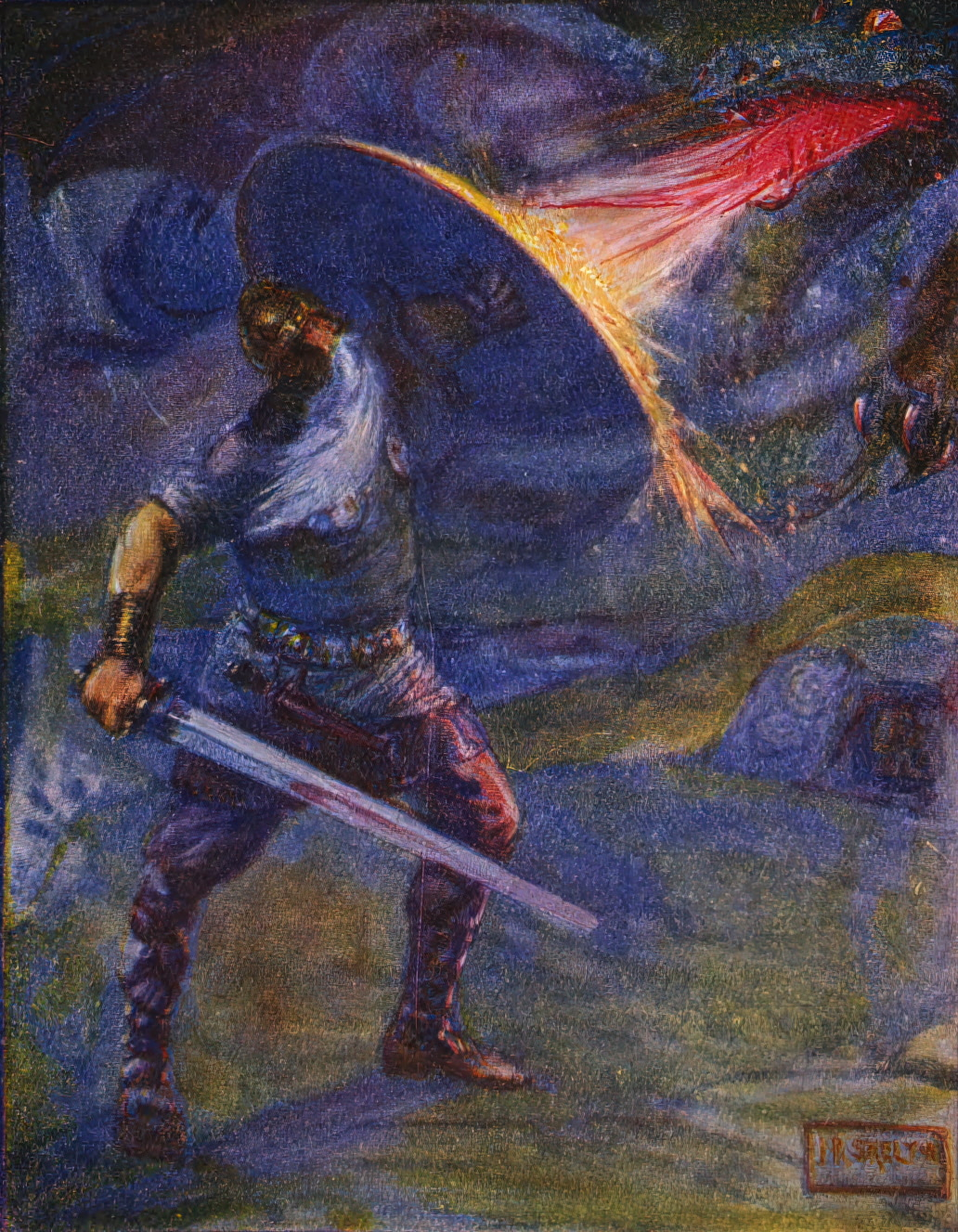
L'affrontement entre Beowulf et le dragon vu par J. R. Skelton.

Après la mort d'Hygelac, tué lors d'un raid chez les Hetware, et de son fils Heardred (en), mort en affrontant les Suédois, Beowulf devient roi des Gauts et règne avec succès pendant cinquante ans. Un jour, un voleur s'introduit dans le repaire d'un dragon et y vole une coupe en or. L'animal, furieux, quitte sa tanière et sème la désolation dans le pays des Gauts. Le palais même de Beowulf est réduit en cendres par le feu du dragon.
Le vieux roi se prépare pour défier la créature. Muni d'un bouclier en fer et accompagné de douze hommes, il prend le chemin de la tanière du dragon, guidé par le voleur récalcitrant. Beowulf sent sa mort prochaine et récapitule l'histoire de sa vie, la générosité de son grand-père maternel, le roi Hrethel (en), à son égard, et la mort des princes Herebeald (en) et Hæthcyn (en) qui a permis à leur frère cadet Hygelac de monter sur le trône. Il demande à ses compagnons de le laisser affronter le dragon seul.
La lutte ne tourne d'abord pas à l'avantage du héros, dont l'épée Nægling ne parvient pas à abattre la bête. Tous ses compagnons s'enfuient à l'exception de Wiglaf, qui tance ses camarades avant de se porter au secours de son roi. Grâce à son aide, Beowulf parvient à tuer le monstre, mais sa morsure empoisonnée lui est fatale. Il a le temps de demander à Wiglaf de lui apporter le trésor du dragon pour qu'il puisse le contempler avant de mourir et fait de lui son héritier.
Un messager part annoncer la mort de Beowulf aux Gauts. Il exprime ses craintes que la guerre entre les Gauts et les Suédois ne reprenne. Les funérailles du roi prennent place au cap de la Baleine : son corps est brûlé sur un bûcher et un tumulus est édifié sous lequel est enfoui à nouveau le trésor du dragon. Les derniers vers du poème sont des louanges pour Beowulf, « entre tous les hommes le plus miséricordieux, le plus épris de concorde, le plus attentif au bien des siens, et le plus soucieux de sa gloire ».

## Le manuscrit

### Description
La seule copie connue du Beowulf figure dans un codex conservé à la British Library de Londres sous la cote Cotton Vitellius A xv. Ce livre se compose de deux manuscrits médiévaux reliés ensemble au XVIIe siècle : le codex Southwell, qui date du milieu du XIIe siècle, et le codex Nowell, généralement daté des alentours de l'an 1000. C'est dans ce dernier que figure le Beowulf. Il y est précédé de trois textes en prose (un fragment d'une vie de saint Christophe, une description des Merveilles de l'Orient (en) et la traduction d'une prétendue Lettre d'Alexandre à Aristote (en)) et suivi d'un autre poème, Judith, dont manquent le début et la fin.
Les textes du codex Nowell ont été rédigés à l'encre noire par deux scribes différents, le passage de l'un à l'autre s'effectuant au vers 1939 du Beowulf, en plein milieu d'une phrase. L'écriture du scribe A, avec ses jambages prononcés, semble légèrement plus moderne que celle du scribe B, mais elles restent à peu près contemporaines. Ils ne sont pas les auteurs du poème : le texte présente de nombreuses caractéristiques d'un travail de copie, comme la confusion entre deux lettres au tracé similaire, l'omission d'un mot ou le remplacement d'un mot par un autre.
Le texte du Beowulf débute au folio 132r et s'achève au folio 201v du manuscrit. Comme tous les autres textes poétiques anglo-saxons connus, il est rédigé de manière continue, sans retour à la ligne à la fin de chaque vers, et ne se distingue donc pas visuellement d'un texte en prose. Il est divisé en quarante-quatre sections qui sont numérotées en chiffres romains et dont le début est marqué par une initiale plus grande. Ces sections, qui ne correspondent pas réellement à des ruptures dans le récit, pourraient plutôt refléter la durée des séances de travail des scribes.

### Transmission
Le codex Nowell doit son nom à son premier propriétaire connu, l'antiquaire du XVIe siècle Laurence Nowell, qui a écrit son nom et l'année 1563 sur la première page du manuscrit. Son histoire avant cette date est entièrement inconnue. Il entre à une date ultérieure dans la collection de l'homme politique et bibliophile Robert Cotton (1571-1631), dont le système de classement à base d'armoires surmontées de bustes de personnalités de l'Antiquité est à l'origine de la cote moderne du livre. Dans sa bibliothèque, il s'agit du quinzième ouvrage (xv) sur la première étagère (A) de l'armoire avec un buste de l'empereur romain Vitellius. C'est probablement Cotton qui fait relier ensemble les codex Southwick et Nowell, donnant naissance à l'actuel livre renfermant le Beowulf.
Après la mort de Cotton en 1631, la bibliothèque Cotton est inventoriée par Thomas Smith, puis par Humfrey Wanley. Le catalogue de Smith, publié en 1696, ne mentionne pas le Beowulf dans sa liste des textes que contient le manuscrit Cotton Vitellius A xv, probablement parce qu'il s'appuie beaucoup sur des inventaires antérieurs qui ne le citent pas. Cette absence est à l'origine de la première mention moderne connue du poème. Dans une lettre de 1700 adressée à Wanley, alors en plein travail d'indexation de la bibliothèque Cotton, l'érudit George Hickes remarque : « Je n'ai encore rien trouvé au sujet de Beowulph » (« I can find nothing yet of Beowulph »). L'inventaire de Wanley est publié en 1705 au sein du troisième tome du Linguarum veterum septentrionalium thesaurus grammatico-criticus et archæologicus de Hickes. Le Beowulf y est décrit comme « un échantillon exceptionnel de poésie anglo-saxonne », mais Wanley en fait un résumé qui laisse à désirer : selon lui, il fait le récit des guerres de « Beowulf le Danois de la lignée des Scyldings » contre les Suédois.

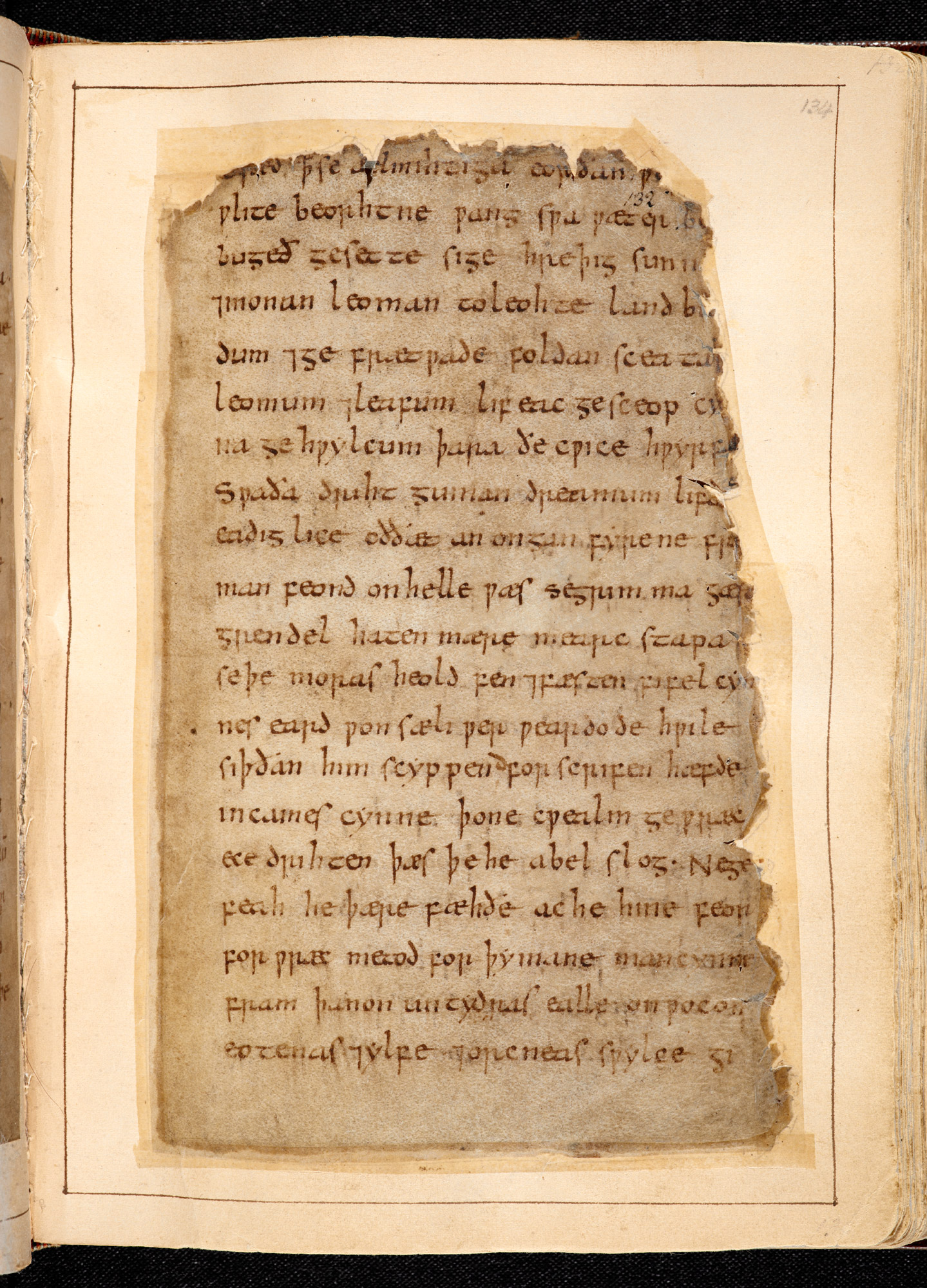
Une page du Beowulf dans sa reliure moderne, avec la page originale du manuscrit insérée dans son cadre de papier.

La bibliothèque Cotton est léguée à la Couronne britannique par le petit-fils de Robert Cotton en 1700. Elle est entreposée à Ashburnham House, un manoir de Westminster qui est ravagé par un incendie le 23 octobre 1731. Près d'un quart des manuscrits sont détruits ou endommagés de manière plus ou moins grave par les flammes. Le codex Nowell en fait partie : s'il échappe à la destruction, ses marges extérieures et sa reliure subissent des dégâts. Au fil du temps, faute d'une restauration sérieuse, les marges s'effritent et causent la disparition de caractères sur le bord droit des pages.
La bibliothèque Cotton est transférée au British Museum en 1753. C'est là que le codex Nowell, et plus particulièrement le Beowulf, attire l'attention d'un érudit islandais, Grímur Jónsson Thorkelin, qui séjourne en Angleterre à la recherche de documents concernant l'histoire du Danemark. Il fait réaliser la première transcription moderne du poème en 1787 par un copiste qui ne possède aucune notion de vieil anglais, avant d'en produire une seconde lui-même. Ces copies ne sont pas dépourvues d'erreurs, mais elles gardent la trace de plusieurs milliers de lettres marginales disparues par la suite, ce qui en fait des outils précieux pour les chercheurs. Thorkelin les utilise pour publier la première édition moderne du poème en 1815.
Le manuscrit du Beowulf est relié à neuf en 1845 par Henry Gough sous la direction du paléographe Frederic Madden, gardien des manuscrits du British Museum. Afin de protéger les marges endommagées, chaque page est détachée et placée dans un cadre en papier pratiqué dans une feuille de papier plus grande. Ce sont ces grandes feuilles qui sont ensuite reliées dans une reliure copiant celle d'origine. Cette méthode a mis un terme à la détérioration du vélin, mais elle rend difficile ou impossible la lecture de certaines lettres, notamment sur le bord gauche des pages.

## Date et provenance
La rédaction du manuscrit Cotton Vitellius A xv aux alentours de l'an 1000 fournit un terminus ante quem pour la date de composition du Beowulf. Dans l'autre sens, le poème mentionne un raid mené au pays des Hetware par le roi Hygelac qui correspond à un événement historique évoqué par Grégoire de Tours dans son Histoire des Francs : une attaque du roi « danois » Chlochilaïc repoussée par le Mérovingien Théodebert Ier vers 520. Entre ces deux bornes extrêmes, un grand nombre de dates et de lieux de composition du poème ont été proposés à partir d'indices de type historique, littéraire ou linguistique.
Les chercheurs à la recherche d'un contexte favorable pour la production d'une œuvre aussi sophistiquée que le Beowulf se sont concentrés sur des périodes spécifiques de l'histoire de l'Angleterre anglo-saxonne, comme « l'âge de Bède le Vénérable », entre 675 et 725 environ, qui marque l'apogée politique et culturelle du royaume de Northumbrie, mais aussi l'Est-Anglie du VIIe siècle (l'époque des sépultures de Sutton Hoo) ou la Mercie du roi Offa (r. 757-796) dont un homonyme est évoqué dans le poème. La théorie la plus couramment admise jusqu'au début des années 1980, qui s'appuie principalement sur des indices d'ordre historique et culturel, situe ainsi la rédaction du Beowulf entre 650 et 800 environ. Les chercheurs considèrent alors qu'il est peu plausible qu'un poème louant des héros et des rois scandinaves ait pu être composé en Angleterre après le début des raids vikings.
Ce consensus vole en éclats après une conférence sur le sujet à l'université de Toronto en avril 1980, dont les actes sont publiés l'année suivante sous le titre The Dating of Beowulf. Plusieurs de ses participants font appel à des arguments linguistiques ou codicologiques pour défendre des dates de rédaction plus tardives, allant pour certains jusqu'à faire du poème une œuvre du début du XIe siècle, quasiment contemporaine de son unique manuscrit connu. Le débat se poursuit au début du XXIe siècle avec des publications favorisant à nouveau une date de composition ancienne en s'appuyant sur l'onomastique ou la prosodie.

## Composition
La question est de savoir si le poème a d’abord été conçu pour la transmission orale par des poètes païens d’origine scandinave et transcrit un ou plusieurs siècles plus tard par des scribes chrétiens, ou s'il a été composé par un seul auteur, chrétien mais fortement inspiré par l’héritage scandinave.
Une composition s’étendant sur plusieurs générations, avec une transformation du texte au gré des récitants, expliquerait la pluralité des styles (caractère qui contribue à l’originalité de Beowulf, selon Seamus Heaney dans son introduction à la traduction qu’il a publiée de Beowulf en 1999). Le rythme très structuré des vers va également dans le sens de la transmission orale, le rythme offrant une aide précieuse à la mémoire du conteur. Néanmoins, Beowulf témoigne aussi de la christianisation de l’Angleterre au cours du premier millénaire. Quel que soit le moment où les références à la Bible et à Dieu ont été introduites dans le texte, et quelle que soit la main qui les y a mises, ces références manifestent la volonté d’y promouvoir le monothéisme chrétien à l’encontre des pratiques païennes et du polythéisme des scandinaves. En tant que texte anonyme, Beowulf témoigne avec force de la matrice culturelle dont il est issu, et des influences contradictoires qui le composent.
Ces parallèles ont conduit de nombreux chercheurs à considérer les faits décrits dans le poème comme des évènements réels, qui se seraient déroulés entre 450 et 600 au Danemark et dans le Sud de la Suède, à rapprocher des résultats des fouilles archéologiques sur les tumuli funéraires dans ces régions. Certains de ces tombeaux ont été identifiés comme ceux d’Eadgils et d’Ohthere dans l’Uppland. De la même manière que le fragment de Finnsburh et d’autres vestiges de poèmes courts, Beowulf a pu être conçu en premier lieu comme document historique pour détailler l’existence de figures importantes, comme Eadgils et Hygelac, ou Offa, roi des Angles sur le continent. La dimension généalogique est importante et traduit la nécessité pour un peuple de magnifier ses origines à travers l’origine de ses chefs. En tant que récit historique, fondé sur une chronique de hauts faits guerriers, Beowulf contient une forte dimension collective et identitaire.

## Sources et analogues
Le médiéviste américain Theodore M. Andersson (de) décrit la recherche de sources et d'analogues au Beowulf comme « établie de longue date, poursuivie avec ardeur et étonnamment stérile ». En effet, si de nombreux parallèles ont été dressés entre le poème et d'autres textes, il n'en existe quasiment aucun qui fasse réellement consensus. Ces recherches se sont principalement focalisées sur des œuvres d'origine norroise, irlandaise, antique et chrétienne, même si des analogues plus exotiques ont également été proposés.

### Analogues scandinaves
Plusieurs des dynasties qui figurent dans le Beowulf sont également attestées dans les sources scandinaves. Les Scyldingas, descendants de Scyld qui règnent sur les Danois, sont les équivalents des Skjöldungar, descendants de Skjöldr. La saga de Hrólf Kraki fait notamment intervenir Hróarr, c'est-à-dire Hrothgar. Le héros de cette saga, Hrólfr Kraki, est présent sous le nom de Hrothulf dans le Beowulf, mais il ne fait qu'une brève apparition à la cour de Heorot. Néanmoins, le récit du poème n'a rien à voir avec la saga, et l'hypothèse d'un lien entre le héros Beowulf et Bödvar Bjarki, un compagnon de Hrólfr Kraki, ne repose que sur la similitude entre leurs noms qui rappellent tous deux l'ours, ce pourquoi elle est largement abandonnée.
Un parallèle plus probant est décelé en 1878 par le philologue islandais Guðbrandur Vigfússon, qui souligne les ressemblances entre deux passages de la Grettis saga, une saga composée au XIVe siècle, et les combats de Beowulf contre Grendel et sa mère. Les chapitres 31 à 35 décrivent la lutte entre Grettir Ásmundarson, le protagoniste de la saga, et Glámr, un revenant qui hante une ferme. Leur combat, relaté avec force détails par le narrateur, prend place à l'intérieur de la ferme et s'achève lorsque Grettir décapite son adversaire. Plus loin, aux chapitres 64-65, Grettir est l'hôte d'une autre ferme où des hommes disparaissent. À la nuit tombée, il affronte une troll femelle qui l'emporte hors de la ferme. Leur lutte les conduit au bord d'une chute d'eau. Là, Grettir tranche le bras de son adversaire, qui tombe de la falaise. Après un temps de convalescence, Grettir retourne sur les lieux du combat et découvre une grotte dans la paroi de la falaise. Il plonge dans la cascade et entre dans la grotte, où vit un géant qu'il parvient à tuer.

### Influences antiques
Les œuvres de Homère et Virgile ont été avancées comme des sources possibles de l'auteur du Beowulf. Si les philologues du XIXe siècle et du début du XXe siècle (notamment Albert S. Cook (en)) se sont efforcés d'identifier des échos de l'Iliade et de l'Odyssée dans le poème, cette ligne de recherche est largement abandonnée dans la mesure où il semble que l'Angleterre anglo-saxonne ne connaissait pas Homère.
L'Énéide apparaît comme une inspiration plus évidente pour la rédaction d'une épopée nationale. Comme le souligne Roberta Frank, « l'Énéide et le Beowulf sont d'une certaine manière des romans historiques, avec une présentation mythologique et un engagement philosophique, qui dépeignent les aventures d'un nouveau héros. Les deux poètes projettent de manière consciente et délibérée des caractéristiques de leur société contemporaine dans un passé lointain afin de créer un sentiment de continuité. » Friedrich Klaeber (en) énumère en 1911 de nombreuses ressemblances narratives et stylistiques entre les deux poèmes, mais les chercheurs ne s'accordent pas tous à y voir une preuve définitive de l'influence de Virgile et John D. Niles (en) énumère à son tour en 1983 une série d'éléments présents chez Virgile mais absents du Beowulf qui constituent autant d'arguments en défaveur de cette hypothèse.

## Réception

### Tolkien etBeowulf
J. R. R. Tolkien travailla dans sa jeunesse à la traduction de Beowulf, et pratiqua le texte pendant toute sa vie professionnelle (il était philologue et professeur de langue et littérature anglaise et d'anglo-saxon à Oxford). En 1936, sa conférence Beowulf : les monstres et les critiques a révolutionné le mode de perception du poème. Avant que Tolkien ne le remarque, Beowulf était étudié essentiellement pour sa valeur linguistique ou historique, mais son contenu littéraire était négligé. Tolkien a mis en avant avec passion la beauté et la richesse de l'œuvre, et a réussi à convaincre le milieu universitaire de considérer Beowulf comme un des plus beaux poèmes de langue anglaise.
Ce texte lui servit d'inspiration dans plusieurs passages de son œuvre. Par exemple, certains aspects de Gollum rappellent Grendel. De même, le vol de la coupe du dragon qui, par la suite, incendie un village, trouve un écho dans l'épisode de Bilbon et Smaug dans Le Hobbit. Dans Le Seigneur des anneaux, l'arrivée d'Aragorn, Legolas, Gimli et Gandalf à Meduseld, le Château d'Or du Rohan, fait écho à l'arrivée de Beowulf à la cour du roi Hroðgar. Vincent Ferré voit des hommages évidents à Beowulf : « des scènes entières sont reprises dans Les Deux Tours, comme l’arrivée devant la « halle » du roi (Théoden), le combat du héros contre les monstres, l’orgueil démesuré de certains personnages héroïques, mais aussi l’arrivée inespérée des armées alliées, au son du cor ».

## Éditions et traductions

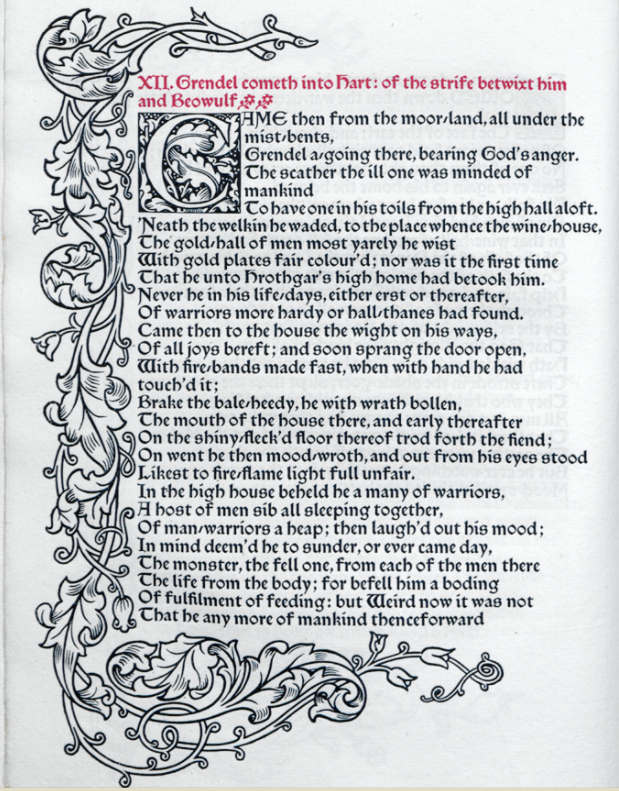
Une page de la traduction de William Morris publiée par Kelmscott Press.

Il existe de nombreuses éditions du texte vieil-anglais du Beowulf. Trois d'entre elles comprennent un fac-similé du manuscrit Cotton Vitellius A xv :
- celle de Julius Zupitza (Beowulf: Reproduced in Facsimile from the Unique Manuscript…), parue en 1882, rééditée en 1959 ;
- celle de Kemp Malone (The Nowell Codex), parue en 1963 ;
- celle de Kevin Kiernan (en) (The Electronic Beowulf), parue en 1999 au format CD-ROM, disponible en ligne depuis la quatrième édition en 2015[38].

Parmi les autres éditions, celles qui font référence sont :
- celle de Frederick Klaeber (en) (Beowulf and the Fight at Finnsburh), parue en 1922 et dont la quatrième édition (supervisée par Robert D. Fulk (en), Robert E. Bjork et John D. Niles) a paru en 2008 ;
- celle d'Elliott Van Kirk Dobbie (en) (Beowulf and Judith), parue en 1953 dans le cadre de la série Anglo-Saxon Poetic Records lancée par George Philip Krapp (en).

La première traduction intégrale du Beowulf en anglais moderne, parue en 1837, est l'œuvre de John Mitchell Kemble. Rédigée en prose, elle adhère de près à la syntaxe de l'original, même lorsque le résultat ne sonne pas naturellement en anglais moderne. Il s'agit davantage d'une aide à la compréhension du texte original que d'une œuvre littéraire à part entière. La plupart des traductions en prose ultérieures s'inscrivent dans une démarche similaire, et celles qui affichent des ambitions littéraires, comme celle de David Wright (en) pour Penguin Classics (en) en 1957, sont rares.
En 1849, A. Diedrich Wackerbarth (en) publie la première traduction en vers du poème. Il ne cherche pas à reproduire la versification allitérative de l'original et opte à la place pour des tétramètres iambiques (en) qui donnent à son Beowulf des accents de ballade romantique à la Walter Scott. À l'inverse, la traduction de William Morris, parue en 1895, préserve les allitérations, mais au prix d'une syntaxe alambiquée et d'une diction archaïsante qui en complexifie considérablement la lecture.
La reconnaissance du Beowulf comme une grande œuvre d'art dans la seconde moitié du XXe siècle s'accompagne de la production de traductions poétiques qui s'efforcent de le rendre accessible à un public contemporain sans pour autant en sacrifier la nature profonde. Hugh Magennis souligne tout particulièrement celles d'Edwin Morgan (1952), Burton Raffel (en) (1963), Michael J. Alexander (en) (1973) et Seamus Heaney (1999).
Il existe aussi des traductions françaises :
- celle de Léon Botkine (1877) ;
- celle d'Hubert Pierquin (1912) ;
- celle de Walter Thomas (1919) ;
- celle de Jean Queval, en prose, avec une introduction très développée : Beowulf, l'épopée fondamentale de la littérature anglaise, Gallimard, 1981 ;
- celle d'André Crépin dans Poèmes héroïques vieil-anglais, 10/18, Paris: Union générale d'éditions, 1981.
- celle d'André Crépin, accompagnée du texte vieil-anglais et d'une étude fouillée du poème. En 1991, elle était difficile à se procurer car elle est parue dans une collection allemande peu diffusée en France : Beowulf : édition diplomatique et texte critique, traduction française, commentaires et vocabulaire, Göppingen, 1991 mais disponible depuis 2007 chez l'éditeur Livre de Poche sous le titre Beowulf ;
- celle de Daniel Renaud : Le poème anglo-saxon de Béowulf, Lausanne, L'âge d'homme, 1989 ;
- celle de Wilfrid Rotgé : Beowulf, Sorbonne Université Presses, 2025.

## Adaptations

### En littérature
- 1971 : Grendel de John Gardner.
- 1976 : Le Royaume de Rothgar (Eaters of the Dead) de Michael Crichton.
- 2014 : Sellic Spell, de J. R. R. Tolkien.

### En bande dessinée
- 1975-1976 : Beowulf Dragonslayer (6 numéros), par Michael Uslan (scénario) et Ricardo Villamonte (dessin).
- 1984 : Beowulf, par Jerry Bingham (scénario et dessin).
- 2000 : Beowulf (3 numéros), par Gareth Hinds (scénario et dessin).
- 2008: Beowulf T01, par Michel Dufranne (scénario), Javier N.B (dessin) et Wang Peng (couleur).
- 2014: Beowulf, par Garcia Santiago (scénario) et David Rubin (dessin).
- 2023 : Béa Wolf, par Zach Weinersmith (scénario) et Boulet (dessin).

### Au cinéma
- 1981 : Grendel Grendel Grendel, film australien réalisé par Alexander Stitt.
- 1999 : Beowulf, film américain réalisé par Graham Baker avec Christophe Lambert.
- 1999 : Le 13e Guerrier, film de John McTiernan.
- 2004 : Beowulf, la légende viking, film canado-islandais réalisé par Sturla Gunnarsson avec Gerard Butler.
- 2007 : La Légende de Beowulf, film américain réalisé par Robert Zemeckis avec Ray Winstone.
- 2008 : Outlander : Le Dernier Viking, film américano-allemand réalisé par Howard McCain avec Jim Caviezel.

### À la télévision
- 1995 : Star Trek: Voyager, épisode Héros et Démons.
- 2000 : Xena, la guerrière, épisodes Un Lourd Secret et La Bague.
- 2007 : Beowulf et la Colère des dieux (Grendel), téléfilm réalisé par Nick Lyon.
- 2015 : Once upon a time, épisode 13, saison 6 : la guerre des ogres.
- 2016 : Beowulf : Retour dans les Shieldlands (Beowulf: Return to the Shieldlands), série télévisée en 12 épisodes.

### En jeu vidéo
- 2007 : La Légende de Beowulf, adapté du film du même nom.
- 2020 : Assassin's Creed Valhalla (quête « La Légende de Beowulf[44] »).
- 2024 : Ravenswatch, où Beowulf est un personnage jouable[45].